# Погорелое (озеро)
Погорелое (укр. Погоріле) — озеро, расположенное на территории Одесского района (Одесская область). Тип общей минерализации — пресное. Происхождение — пойменное. Группа гидрологического режима — сточное.

## География
Длина — 0,4 км, наибольшая ширина — 0,3 км.
Озеро расположено в пойме Днестра: на правом берегу рукава Турунчук, что юго-западнее города Беляевка. Впадает протока реки Курудорова, вытекают протоки (ерики) и канал (шириной 35 м и глубиной 1,9 м), сообщая озеро с Турунчуком. Здесь пойма Днестра представлена плавнями, где заболоченные участки глубиной 0,7 м. Берега пологие, заболочены с обильной прибрежно-водной растительностью. Водное зеркало частично занято водной растительностью.
Служит местом для нереста.
Озеро расположено на территории Нижнеднестровского национального природного парка (хозяйственная зона).